# Migliori prestazioni italiane nei 60 metri piani

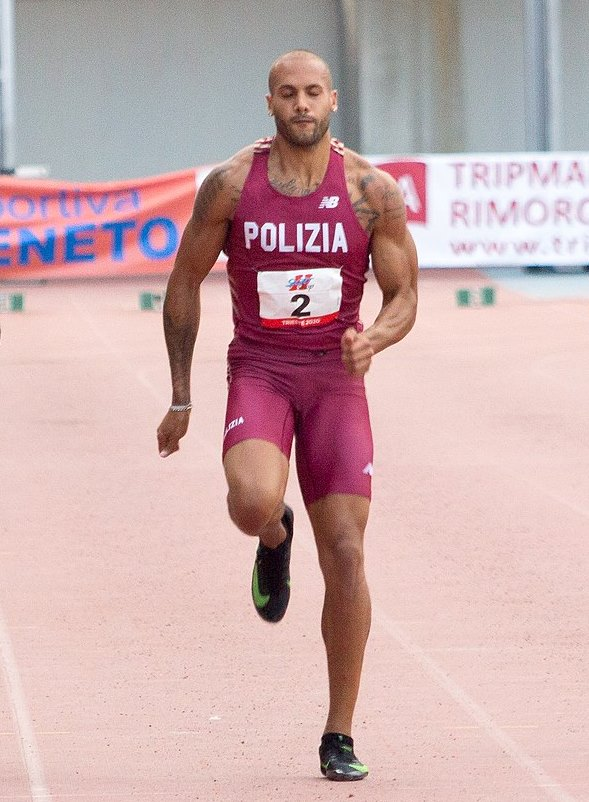
Marcell Jacobs, detentore del primato italiano dei 60 m

La lista delle migliori prestazioni italiane nei 60 metri piani, aggiornata periodicamente dalla Federazione Italiana di Atletica Leggera, raccoglie i migliori risultati di tutti i tempi degli atleti italiani nella specialità indoor dei 60 metri piani.

## Maschili
Statistiche aggiornate al 4 marzo 2023.
|     | Tempo | Atleta               | Luogo    | Data             |
| --- | ----- | -------------------- | -------- | ---------------- |
| 1.  | 6"41  | Marcell Jacobs       | Belgrado | 19 marzo 2022    |
| 2.  | 6"47  | Samuele Ceccarelli   | Istanbul | 4 marzo 2023     |
| 3.  | 6"51  | Michael Tumi         | Ancona   | 17 febbraio 2013 |
| 4.  | 6"53  | Chituru Ali          | Glasgow  | 1 marzo 2024     |
| 5.  | 6"55  | Pierfrancesco Pavoni | Atene    | 7 marzo 1990     |
| 5.  | 6"55  | Simone Collio        | Valencia | 9 febbraio 2008  |
| 5.  | 6"55  | Fabio Cerutti        | Torino   | 22 febbraio 2009 |
| 8.  | 6"56  | Emanuele Di Gregorio | Torino   | 8 marzo 2009     |
| 8.  | 6"56  | Luca Lai             | Ancona   | 23 gennaio 2022  |
| 10. | 6"58  | Filippo Tortu        | Ancona   | 20 gennaio 2019  |

## Femminili
Statistiche aggiornate al 9 marzo 2025.
|    | Tempo | Atleta           | Luogo      | Data             |
| -- | ----- | ---------------- | ---------- | ---------------- |
| 1. | 7"01  | Zaynab Dosso     | Apeldoorn  | 9 marzo 2025     |
| 2. | 7"19  | Marisa Masullo   | Budapest   | 6 marzo 1983     |
| 2. | 7"19  | Kelly Doualla    | Ancona     | 8 febbraio 2025  |
| 4. | 7"20  | Manuela Levorato | Maebashi   | 7 marzo 1999     |
| 5. | 7"24  | Audrey Alloh     | Praga      | 8 marzo 2015     |
| 5. | 7"24  | Anna Bongiorni   | Birmingham | 2 marzo 2018     |
| 7. | 7"25  | Gloria Hooper    | Apeldoorn  | 9 marzo 2025     |
| 8. | 7"28  | Vittoria Fontana | Toruń      | 7 marzo 2021     |
| 8. | 7"28  | Aurora Berton    | Ancona     | 27 febbraio 2022 |
| 8. | 7"28  | Gaya Bertello    | Ancona     | 23 febbraio 2025 |